# Blender (revista)
Blender foi uma revista de música americana publicada de 1994 a 2009 que se autodenominava "o guia definitivo para música e muito mais". Também era conhecida por suas fotografias às vezes sensuais de celebridades. A revista compilava listas de álbuns, artistas e músicas, incluindo tanto listas de "melhores" quanto de "piores". Em cada edição, havia uma resenha da discografia completa de um artista, com cada álbum sendo analisado sequencialmente.
Blender foi publicada pela Dennis Publishing. A revista começou em 1994 como a primeira revista digital em CD-ROM por Jason Pearson, David Cherry e Regina Joseph, adquirida por Felix Dennis/Dennis Publishing, Reino Unido. Ela publicou 15 edições digitais em CD e foi lançada na Internet em 1996. Ela começou a publicar uma edição impressa novamente em 1999 em sua forma mais recente. O CD-ROM do Blender apresentava os primeiros formatos editoriais digitais, bem como as primeiras formas de publicidade digital. Os primeiros anunciantes digitais incluíam Calvin Klein, Apple Computer, Toyota e Nike.
Em junho de 2006, o Chicago Tribune nomeou a Blender como uma das dez melhores revistas em língua inglesa, descrevendo-a como "o garoto legal na escola das revistas de rock". O proprietário Alpha Media Group encerrou a Blender em 26 de março de 2009, mudando para um formato exclusivamente online em uma ação que eliminou 30 empregos e reduziu o portfólio de títulos da empresa para apenas a Maxim. A última edição impressa da Blender foi em abril de 2009. Os assinantes da revista receberam edições da Maxim para compensar as não enviadas da Blender.

## Edição indiana
A edição indiana da Blender foi a primeira empreitada da revista fora dos Estados Unidos. Sua publicação teve início com a edição de maio de 2008, que trazia Mariah Carey na capa. A revista tinha como público alvo homens com formação escolar que viviam nas cidades e tinham entre 18 e 34 anos de idade. Foi lançada através da Dennis Media Transasia India, um empreendimento conjunto entre a Dennis Publishing e a Media Transasia, que também publica as versões asiáticas da Blender e da Maxim. O empreendimento tinha sede em Nova Deli, com escritórios em Bangalor, Chenai, Calcutá e Bombaim.